# 犬塚孝明
犬塚 孝明（いぬづか たかあき、1944年6月19日 - 2020年3月22日）は、日本の歴史学者。専門は日本近代史。鹿児島純心女子大学名誉教授、元副学長。

## 経歴
1944年、神奈川県生まれ。私立武蔵高等学校を卒業し、1968年、学習院大学経済学部を卒業した。
1974年『薩摩藩英国留学生』を上梓し、以後、幕末・明治期における対外関係史を中心に研究を進めることとなる。1984～1994年、鹿児島県立短期大学地域研究所特別研究員。1987年に「明治政治史研究会」を設立し、会長をつとめた。1991年、学位論文『明治維新対外関係史研究』を法政大学に提出し文学博士の学位を取得。1995年、鹿児島純心女子大学国際言語文化学部教授となる。同大学国際人間学部長、副学長をつとめた。2014年、鹿児島純心女子大学を退任。

## 研究内容・業績
- 森有礼の伝記研究を行い、『新修森有礼全集』を編纂した。

## 家族・親族
- 祖父：犬塚太郎は海軍中将。
- 父：犬塚家孝は海軍中佐[1]。

## 著書

### 単著
- 『薩摩藩英国留学生』（中公新書、1974年）
- 『若き森有礼 東と西の狭間で』（鹿児島テレビ、1983年）
- 『森有礼』（吉川弘文館・人物叢書、1986年 ISBN　9784642050784、オンデマンド版 2021年　ISBN　9784642750783）
- 『明治維新対外関係史研究』（吉川弘文館、1987年　ISBN　4642035990　NCID BN01200827）
- 『寺島宗則』（吉川弘文館・人物叢書、1990年　ISBN　9784642051934、オンデマンド版 2021年　ISBN 	9784642751933）
- 『密航留学生たちの明治維新 井上馨と幕末藩士』（日本放送出版協会・NHKブックス、2001年）
- 『ニッポン青春外交官 国際交渉から見た明治の国づくり』（日本放送出版協会・NHKブックス、2006年）
- 『明治外交官物語　鹿鳴館の時代』（吉川弘文館、2009年　ISBN　9784642056809、オンデマンド版　2019年　ISBN　9784642756808）
- 『海国日本の明治維新　異国船をめぐる一〇〇年の攻防』（新人物往来社、2011年）
- 『独立を守った"現実外交" なぜ、植民地化を免れることができたのか NHKさかのぼり日本史 外交篇4幕末』NHK出版 2012[2]
- 『アレキサンダー・ウィリアム・ウィリアムソン伝　ヴィクトリア朝英国の化学者と近代日本』海鳥社、2015

### 編著
- 『明治国家の政策と思想』 吉川弘文館　2005年　ISBN　9784642037730）
- （石黒敬章）『明治の若き群像 森有礼旧蔵アルバム』（平凡社、2006年）